# Regensburger Pentateuch

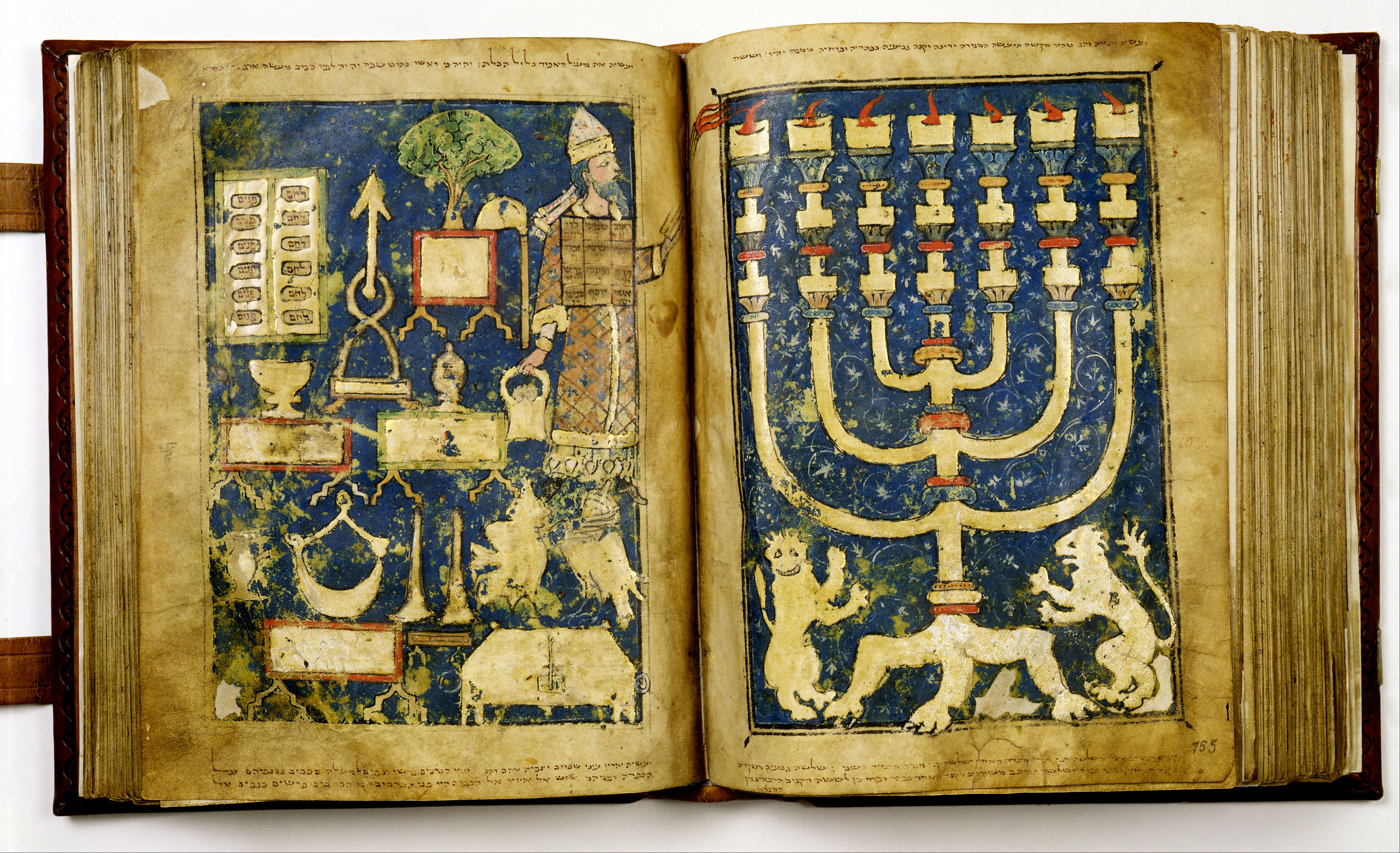
Regensburger Pentateuch

Der Regensburger Pentateuch ist eine illuminierte hebräische Bibelhandschrift, die sich im Israel-Museum befindet und die Signatur MS Jerusalem IM 180-52 [#34698] hat. Das Buch ist 24,5 cm hoch und 18,5 cm breit. Die 245 Pergamentblätter wurden mit brauner Tinte in aschkenasischer Quadratschrift beschrieben; die Illustrationen sind mit Tempera und Goldblatt ausgeführt. Zwei Schreiber, David ben Schabbetai und Baruch, sowie vier Masoreten fertigten den Codex um 1300 in Regensburg an. Ihr Auftraggeber war wohl der später als Eigentümer genannte Rabbi Gad ben Peter haLevi aus Regensburg. Der Codex enthält die Tora, die fünf Megillot, die Haftarot, das Buch Ijob und Abschnitte aus dem Buch des Propheten Jeremia. Einige Besonderheiten lassen vermuten, dass der Regensburger Pentateuch ein Muster-Codex war, der als Vorlage für das Schreiben von Torarollen diente. 
Unter den Illustrationen ist eine doppelseitige Darstellung der Tempelgeräte (fol. 155v–156r) besonders interessant, weil dieses Motiv meist in sefardischen Codices, selten in aschkenasischen gewählt wurde. Ungewöhnlich ist auch fol. 18v: oben die Szene der Beschneidung Isaaks, darunter die Bindung Isaaks und daneben die Versuchung Saras, die nach Darstellung des Midrasch Tanchuma vom Teufel in die Luft gehoben wurde, um die Opferung ihres Sohnes mitanzusehen.